# Necydalis kumei
Necydalis kumei är en skalbaggsart som beskrevs av Masatoshi Takakuwa 1997. Necydalis kumei ingår i släktet stekelbockar, och familjen långhorningar. Inga underarter finns listade i Catalogue of Life.